# 스플릿 계약
스플릿 계약(Split Contract)은 메이저 리그 야구 선수들이 구단과 계약하는 형태 중 하나이다. 선수와 구단이 협상시 메이저리거 신분일 때와 마이너리거 신분일 때의 내용을 따로 두어 계약하는 것을 스플릿 계약이라 한다.